# Debra Chasnoff
Debra Chasnoff (Filadélfia, 12 de outubro de 1957 — São Francisco, 7 de novembro de 2017) foi uma cineasta, ativista e documentarista norte-americana, cujos filmes eram conhecidos por abordarem questões de justiça social.